# Afeganistão nos Jogos Olímpicos de Verão de 1996
Afeganistão participou dos Jogos Olímpicos de Verão de 1996 em Atlanta, Estados Unidos.

## Desempenho

### Atletismo
Masculino
| Atletas            | Evento   | Preliminares | Preliminares | Quartas | Quartas | Semifinal | Semifinal | Final    | Final   |
| Atletas            | Evento   | Marca        | Posição      | Marca   | Posição | Marca     | Posição   | Marca    | Posição |
| ------------------ | -------- | ------------ | ------------ | ------- | ------- | --------- | --------- | -------- | ------- |
| Abdul Ghafoor      | 100 m    | 12.20        | 105°         |         |         |           |           |          |         |
| Abdel Baser Wasiqi | Maratona |              |              |         |         |           |           | 4h24m17s | 111º    |